# Pedro López de Montoya
Pedro López de Montoya (Laguardia, provincia de Álava, 1542 - d. de 1596), escriturista, humanista, teólogo y pedagogo español.

## Biografía
Fue bautizado el 12 de enero de 1542. Estudió en la Universidad de Salamanca y obtuvo el título de bachiller en artes en 1563; en ese mismo año se matriculó en la facultad de Teología. Tres años después obtuvo una prebenda de profesor de griego en el Colegio Trilingüe de Salamanca después de haber pretendido sin éxito una de hebreo, pero, como a él le interesaba el estudio de las Sagradas Escrituras en su lengua original, consigue que se la cambien; más tarde, es nombrado Vicerrector interino del Colegio. En 1571 se traslada a Madrid y es protegido por la familia Stúñiga y Requeséns, a la que dedica dos de sus obras principales: el Libro de la buena educación y enseñanza de los nobles (1595), su tratado pedagógico más famoso,  y De recto usu divitiarum (1580). Al menos en 1576 consta que trabajaba en la confección de un Índice de libros prohibidos, mérito que alega para pedir en 1596 y obtener una plaza de censor general de libros del tribunal de la Inquisición, aprobando por ejemplo un par de obras del jesuita manchego Pedro de Ribadeneyra. Gregorio XIII lo nombró canónigo de la Colegiata de Jerez de la Frontera, pero no consta que tomara posesión de esa prebenda. Se ignora la fecha de su muerte.
Su Libro de la buena educación y enseñanza está influido por las ideas clásicas extendidas por el Humanismo sobre la educación (Cicerón, Quintiliano, Platón, Séneca, Plutarco), pero se añaden además las ideas sobre eugenesia del doctor Juan Huarte de San Juan y otras de tipo psicosomático. Sin embargo, Huarte era médico y López de Montoya teólogo, por lo que el propósito general del libro incide especialmente en una buena educación religiosa y moral. Uno de los defectos del libro es haber pasado por alto las aportaciones de importantes pedagogos contemporáneos como Luis Vives, Pedro Simón Abril y Juan Lorenzo Palmireno, que aparecen ausentes de sus páginas; ni siquiera se alude al De liberis educandis de Antonio de Nebrija.
Defiende la lactancia materna y analiza la psicología infantil, en especial los aspectos lúdicos, la importancia del juego en la educación de la infancia y la educación sensorial, aconsejando una mano de hierro en guante de seda y la emulación de contemporáneos y figuras de la historia como forma de incitar el estudio y la aplicación, aunque la enseñanza debe adaptarse a la índole del alumno.

## Obras
- De recto usu divitiarum (1580).
- Los cuatro libros del mysterio de la Missa con unas anotaciones sobre el sagrado canon (1591).
- Libro de la buena educación y enseñança de los nobles en que se dan muy importantes avisos a los padres para criar y enseñar bien a sus hijos. Madrid: Viuda de P. Madrigal, 1595.
- De concordia sacrarum editionum (1596)